# 黃櫸
黃櫸（1548年—？），字思直，號蒼嶽，江西撫州府金谿縣人，軍籍，明朝政治人物。

## 生平
隆慶四年（1570年）庚午科江西鄉試第六十九名舉人，萬曆八年（1580年）中式庚辰科會試第一百九十名，三甲第二百三十二名進士。大理寺觀政，九年（1581年）養病，十一年（1583年）授績溪縣知縣，十三年（1585年）謫福建按察司知事，十五年（1587年）升漳平縣知縣，二十一年（1593年）改漳州府儒學教授，同年改保定府儒學教授，二十四年（1596年）調太原府儒學教授，二十七年（1599年）升寧波府通判，二十九年（1601年）升寧波府同知，三十三年（1605年）升南京刑部郎中，三十五年（1607年）考察去職。

## 家族
曾祖黃廷制；祖父黃時正，引禮舍人；父黃瀚。嫡母劉氏、于氏；生母劉氏。慈侍下。兄黃極，弟黃榛（貢士）、黃樟（貢士）。